# Zakaria Chihab
Zakaria Chihab (arabisch زكريا شهاب, DMG Zakariyyā Šihāb; * 5. März 1926 in Ras Beirut; † 1984 in Kuwait) war ein libanesischer Ringer. Er gewann bei den Olympischen Spielen 1952 in Helsinki eine Silbermedaille im griechisch-römischen Stil im Bantamgewicht.

## Werdegang
Zakaria Chihab wurde 1926 in Ras Beirut geboren und war seit seiner Kindheit als Torhüter beim Nejmeh Club aktiv.
Unmittelbar nach dem Zweiten Weltkrieg entstand im Libanon eine starke Ringermannschaft, die bei einigen internationalen Meisterschaften mehrere Medaillen im griechisch-römischen Stil gewann. Zu dieser Mannschaft gehörte auch Zakaria Chihab. Andere erfolgreiche Ringer dieser Jahre im Libanon waren Khalil Taha, Safi Taha, Charif Damage und Elie Naasan. Eigentümlicherweise entstand diese starke Mannschaft im griechisch-römischen Stil, während dies im freien Stil nicht der Fall war. Der Libanon war bis zum Ende des Ersten Weltkrieges Teil des osmanischen Reiches und in der Zeit zwischen dem Ersten und dem Zweiten Weltkrieg französisches Mandatsgebiet. Sowohl in der Türkei als auch in Frankreich wurde in jener Zeit in erster Linie der freie Stil gepflegt. Wenn der libanesische Ringersport jener Jahre also auf türkische oder französische Einflüsse zurückgehen würde, hätten diese Ringer im freien Stil ringen müssen. Seit den 1920er Jahren wurde der griechisch-römische Stil aber in Ägypten gepflegt. In Ibrahim Moustafa hatte dieses Land im Jahre 1928 sogar einen Olympiasieger in diesem Stil. Es kann also durchaus sein, dass das Ringen im griechisch-römischen Stil aus Ägypten nach dem Libanon kam.
Zakaria Chihab trat erstmals im Jahre 1950 bei einer internationalen Meisterschaft in Erscheinung. Er startete bei der Weltmeisterschaft in Stockholm. Er erlitt dort im Bantamgewicht zwei Niederlagen: zuerst verlor er gegen den Olympiasieger von 1948 Pietro Lombardi aus Italien und dann auch gegen Erkki Johansson aus Finnland. Er belegte damit den 11. Platz.
Wesentlich erfolgreicher schnitt er dann bei den Olympischen Spielen 1952 in Helsinki ab. Er siegte dort im Bantamgewicht über Ion Popescu aus Rumänien, Maurice Faure, Frankreich, Arvo Kyllönen aus Finnland und sensationellerweise auch über Artjom Terjan aus der Sowjetunion. Gegen Imre Hódos aus Ungarn verlor er und gewann damit eine olympische Silbermedaille. Mit diesem Medaillengewinn ist er der erfolgreichste libanesische Ringer aller Zeiten.
Zakaria Chihab war auch bei der Weltmeisterschaft 1953 in Neapel am Start. Er siegte dort im Bantamgewicht über Karl-Heinz Bauer aus dem Saarland, das damals als selbständiger Verband dem internationalen Ringer-Verband (FILA) angehörte und erneut über Maurice Faure. Da dies Punktsiege waren und er für jeden dieser Punktsiege mit einem Fehlpunkt belastet wurde, schied er nach einer Niederlage in seinem dritten Kampf gegen Giovanni Cocco aus Italien, für die es 3 Fehlpunkte gab, aus, weil er die dafür notwendige Fehlerpunktezahl von 5 erreicht hatte. Er belegte damit den 6. Platz.
Nach dieser Weltmeisterschaft trat er auf der internationalen Ringermatte nicht mehr in Erscheinung. Er hatte einen Laden im Viertel al-Hamra und zog in den 1970er-Jahren nach Kuwait, wo er als Trainer und Masseur beim Militär bzw. für Sportvereine tätig war und wo er schließlich verstarb. Chihab hatte drei Kinder. Zwei von ihnen, Bassam und Fattah, waren bekannte Fußballspieler.

## Internationale Erfolge
| Jahr | Platz  | Wettbewerb      | Gewichtsklasse | |
| 1950 | 11.    | WM in Stockholm | Bantam         | nach Niederlagen gegen Pietro Lombardi, Italien und Erkki Johansson, Finnland                                                                                    |
| 1952 | Silber | OS in Helsinki  | Bantam         | mit Siegen über Ion Popescu, Rumänien, Maurice Faure, Frankreich, Arvo Kyllönen, Finnland und Artjom Terjan, UdSSR und einer Niederlage gegen Imre Hódos, Ungarn |
| 1953 | 6.     | WM in Neapel    | Bantam         | mit Siegen über Karl-Heinz Bauer, Saarland und Maurice Faure und einer Niederlage gegen Giovanni Cocco, Italien                                                  |